# Eriosyce vertongenii
Eriosyce vertongenii ist eine Pflanzenart in der Gattung Eriosyce aus der Familie der Kakteengewächse (Cactaceae). Das Artepitheton ehrt den belgischen Kakteenkenner Herman Vertongen.

## Beschreibung
Eriosyce vertongenii wächst einzeln mit abgeflachten bis etwas kugelförmigen, grünlich braunen Trieben und erreicht bei Durchmessern von 5,5 Zentimetern Wuchshöhen von bis zu 3,5 Zentimeter. Die Wurzeln sind faserig. Es sind acht bis 13 Rippen vorhanden, die als gerundete Höcker erscheinen. Die darauf befindlichen Areolen sind oval. Es kann ein einzelner Mitteldorn vorhanden sein. Die fünf bis neun kräftigen, nadeligen Randdornen besitzen eine dunklere Spitze. Sie sind etwas abstehend, wenig gebogen und bis zu 1,5 Zentimeter lang.
Die trichterförmigen, hellgelben bis lachsfarbenen Blüten erscheinen aus jungen Areolen, sind von bis zu 4 Zentimeter lang und weisen einen ebensolchen Durchmesser auf. Ihr Perikarpell und die Blütenröhre sind mit langer, flauschiger Wolle besetzt. Die verlängerten Früchte sind trocken und öffnen sich mit einer basalen Pore.

## Verbreitung und Systematik
Eriosyce vertongenii ist in der argentinischen Provinz San Juan verbreitet.
Die Erstbeschreibung als Pyrrhocactus vertongenii erfolgte 1995 durch Jacques G. Lambert. David Richard Hunt stellte sie 1997 in die Gattung Eriosyce.

## Nachweise